# Konzertsegel

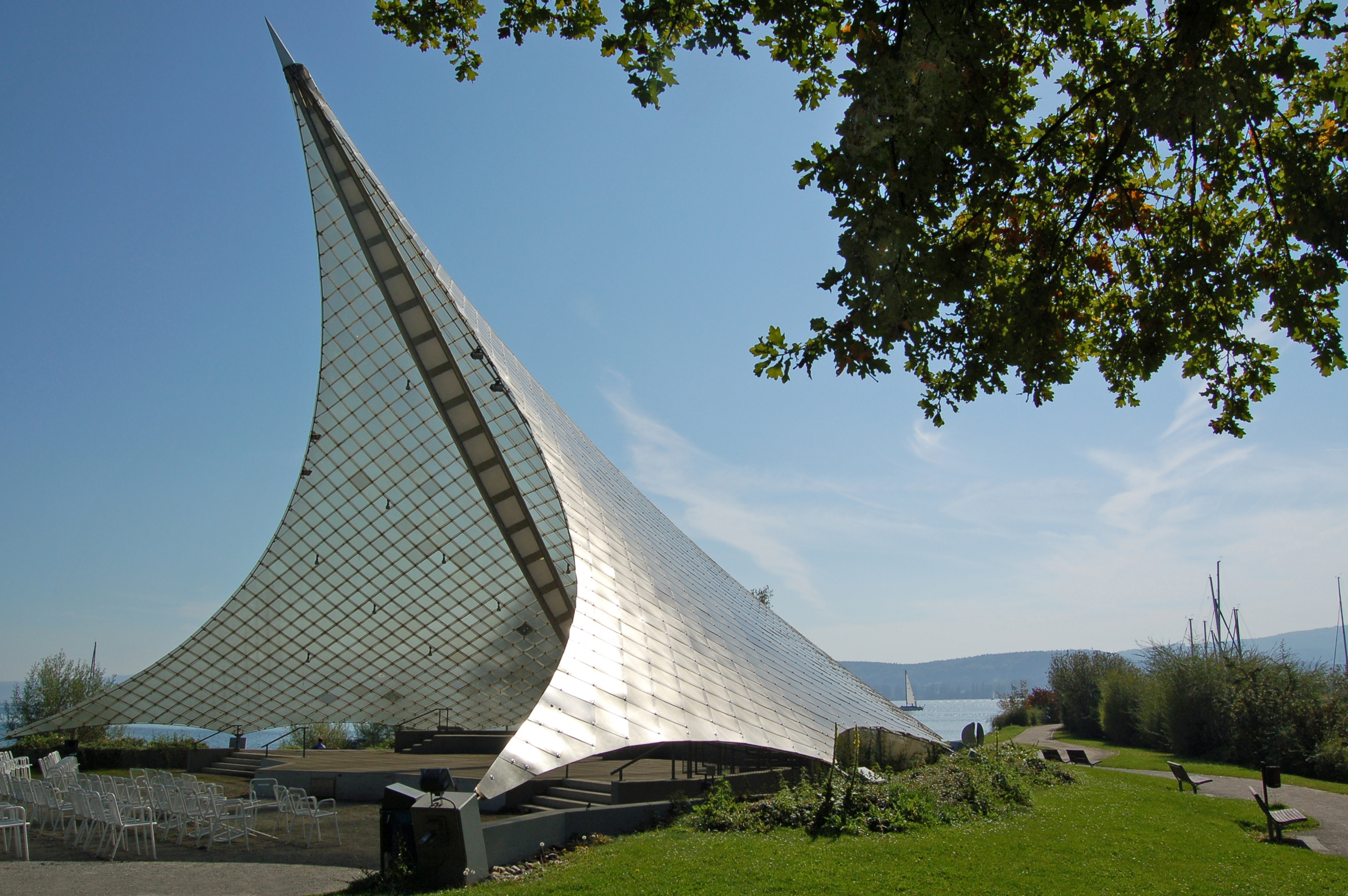
Konzertsegel in Radolfzell

Das Konzertsegel ist eine 1989 errichtete Bühnenüberdachung für die Freilichtbühne an der Uferpromenade von Radolfzell am Bodensee, die als Kulturdenkmal unter Schutz steht. 

## Geschichte
Die Konstruktion in der Form eines großen Fischernetzes ist der Prototyp für die geschwungene Fassade des deutschen Pavillons bei der Expo 1992 in Sevilla, der nach der Weltausstellung wieder demontiert wurde. Beim Prototyp wurde erstmals eine Seilnetzkonstruktion mit Polycarbonatplatten eingedeckt, womit dem Bauwerk eine architektur- und  ingenieurbaugeschichtliche Bedeutung zukommt. Das Segel überdacht eine Fläche von 340 Quadratmetern und kostete rund 700.000 Mark.
Nach der Sanierung der Altstadt gestaltete die Stadt Radolfzell Mitte der 1980er Jahre das Seeufer südlich des Bahnhofs neu. Die alten Ufermauern wurden entfernt und durch Aufschüttungen eine naturnahe Uferanlage geschaffen, die von der Architektur des Konzertsegels geprägt wird. Es gilt seitdem als eines der Wahrzeichen der Stadt (neben dem Münster) und steht seit September 2017 wegen seiner besonderen Bauweise unter Denkmalschutz. Die Instandhaltung trägt die Stadt. Fast regelmäßig sind Kunststoffplatten zu ersetzen, die wahrscheinlich durch Steinwürfe vorsätzlich beschädigt werden.
Unter dem Segel finden nicht nur musikalische Veranstaltungen statt; auch einer der Altäre der Fronleichnamsprozession wird dort aufgebaut.